# 亜旧石器時代

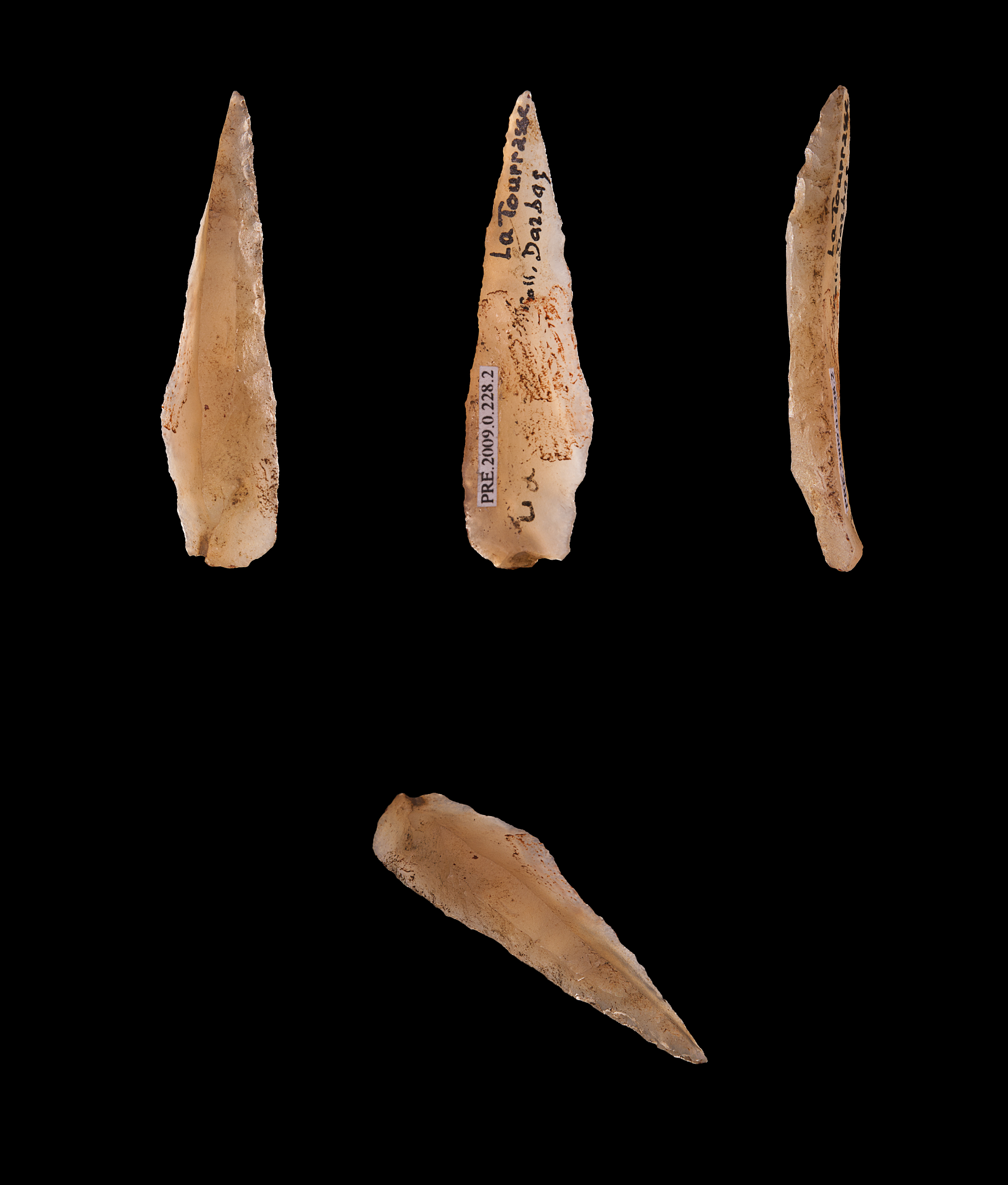

終末期旧石器時代（しゅうまつききゅうせっきじだい、Epipaleolithic）は、中石器時代とも呼ばれ、人類の技術史上、石器時代の新石器時代に先行する発達段階期間にあたる。氷河の影響が限られていた地域で、中石器時代に代わる用語として好まれている。その期間は、更新世終期（約10,000年前）に始まり、農業の開始（世界の地域により時期が異なるが約8,000年前）までで終わる。
終末期旧石器時代は、少なくとも中東、アナトリア及びキプロス島などの、新石器革命が早く起こり最終氷期の終了によっても気候変動がさほど顕著でなかった地方の時代区分で使用されている。
終末期旧石器時代の狩猟採集民は、細石器として知られている小さい燧石又は黒曜石の刃に木製の柄を装着して作られた比較的高度な道具を作成していた。彼らは、恒常的な定住生活を始めたレバント地方のナトゥーフ文化人を除くと、一般的には移動生活を送っていたと推測されている。